# Гривнак, Павел
Павел Гривнак (словац. Pavel Hrivnák; 9 октября 1931, Malý Čepčín, Чехословацкая Республика — 3 февраля 1995) — чехословацкий государственный и хозяйственный деятель словацкого происхождения, премьер-министр Словацкой социалистической республики (1989).

## Биография
В 1954 г. окончил химический факультет Словацкого технического университета.
- 1969—1970 гг. — директор научно-исследовательский института химических волокон в Свите,
- 1970—1974 гг. — директор национального предприятия Chemlon в Гуменне,
- 1974—1982 гг. — заместитель министра промышленности,
- 1982—1984 гг. — министр промышленности,
- 1984—1986 гг. — председатель Госплана Словацкой социалистической республики,
- 1986—1988 гг. — заместитель премьер-министра ЧССР, в 1988 г. одновременно начальник Федерального бюро по ценам,
- 1988—1989 гг. — первый вице-премьер ЧССР,
- 1989 г. — премьер-министр Словацкой социалистической республики, по должности — заместитель премьер-министра ЧССР.

В 1971—1989 гг. — член Центрального комитета Коммунистической партии Чехословакии (КПЧ), в 1989 г. член Президиума ЦК КПЧ.
После «Бархатной революции» 1989 г., в 1993—1994 гг. — представитель компании AIESEC в Киеве .